# Шоле (Раштский район)
Шоле́ (тадж. Шоле) — село в Раштском районе Таджикистана. Входит в состав сельской общины (джамоата дехота) Оби-Мехнат. Расстояние от села до центра района (пгт Гарм) — 33 км, до центра джамоата (село Вахдат) — 10 км. Население — 335 человек (2017 г.), таджики. Население в основном занято сельским хозяйством (животноводство и растениводство). Земли орошаются главным образом водами горных источников.